# Джок (мультфильм)
«Джок» — полнометражный мультфильм, мировая премьера которого состоялась 29 июля 2011 года в ЮАР. В России 22 марта 2012 года. Первый южноафриканский мультфильм, выполненный с применением 3D-анимации. Производства студий "Jock Animation" и "Motion Sound & Picture"

## Слоган мультфильма
«Самое большое приключение лучшего друга человека»

## Сюжет
В фильме рассказывается об истории приключений очаровательного и очень храброго пса по кличке Джок — самого маленького и, как впоследствии выяснилось, самого слабого из своих сородичей. Его ждут невероятные приключения и испытания. Он станет сильным и смелым, храбрым и преданным, одним словом, лучшим другом для своего юного хозяина.

## В ролях
| Актёр             | Роль                           |
| ----------------- | ------------------------------ |
| Брайан Адамс      | Джок                           |
| Уильям Болдуин    | Ботман                         |
| Дональд Сазерленд | рассказчик/сэр Перси Фицпатрик |
| Хелен Хант        | Джесс                          |
| Тед Дэнсон        | Пезулу                         |
| Десмонд Туту      | Баба                           |
| Мэнди Пэтинкин    | Бэзил                          |
| Роберт Хоббс      | Сидлинг                        |
| Майкл Ричардс     | мистер Моррис                  |
| Сильвен Страйк    | Полли                          |
| Энтони Бишоп      | Джордж                         |

## Реакция
Фильм получил смешанные, но в целом отрицательные отзывы.

Друзей в обиду Джок не даёт, защищает слабых и призывает к мудрости жизни в выборе своего пути. Даже в решительном бою на деньги с главным бабуином, хитро организованным криминальным типом, правда оказывается на стороне Джока. Да, кино получилось не глупое, со средней анимацией. В общем — смотреть можно, если не ожидаешь экшенов формата «Кунг-Фу Панда»— Денис Овсянников

## Примечание
1. ↑  Джок / Jock / 2011 » КinoFiles. Дата обращения: 23 января 2013. Архивировано из оригинала 4 марта 2016 года.
2. ↑  ДЖОК бюджет и сборы - kinobusiness.com. Дата обращения: 23 января 2013. Архивировано из оригинала 8 сентября 2013 года.
3. ↑  Фильм Джок - 2012: отзывы, описание фильма, премьера, бюджет кино и рейтинг - Kinombo. Дата обращения: 23 января 2013. Архивировано из оригинала 17 апреля 2013 года.
4. ↑  Фильм Джок отзывы и рецензии. Дата обращения: 23 января 2013. Архивировано 5 февраля 2013 года.